# Emilio R. Coni
Emilio Ramón Coni (Ciudad de Corrientes, 4 de marzo de 1855 - Buenos Aires, 3 de julio de 1928) fue un médico argentino.

## Biografía
Emilio Ramón Coni nació en la ciudad de Corrientes el 4 de marzo de 1855. Era hijo de Pablo Emilio Coni y de Fanny Fonteneau Ocantos, ambos de nacionalidad francesa. En 1860 fue llevado a Saint-Malo (en la Bretaña Francesa), lugar del que era oriundo su padre. Allí permaneció durante tres años y aprendió las primeras letras.
Su padre, Pablo Emilio Coni (1826-1910), había dejado su Francia natal siendo joven para probar fortuna en tierras americanas. Su destino fue en un principio California (corrían los años de la fiebre del oro), pero un cambio de rumbo lo lleva a la Argentina. Allí se radicó en la ciudad de Corrientes, donde se vinculó a familias de arraigo. Años más tarde se trasladó a Buenos Aires, donde estableció una casa editora que él mismo dirigiría. Sus hijos le secundan y reparten su tiempo entre el estudio y la atención de la editorial, en cuyos talleres se imprimen libros representativos de la época.
Emilio realizó sus estudios secundarios en el Colegio Nacional de Buenos Aires y en 1872 ingresó en la Facultad de Medicina de la Universidad de Buenos Aires. Fue un alumno brillante y se graduó en 1878, año en que fue aprobada su tesis: Lepra anestésica, de 135 páginas, ilustrada con 6 fotografías a la albúmina montadas sobre cartulina.
En su época de estudiante debió asumir la responsabilidad de actuar como redactor de la Revista Médico Quirúrgica ―fundada en 1864 y que dejó de aparecer en mayo de 1888― de la que luego fue director, permaneciendo al principio en el anonimato por no haber concluido su carrera universitaria. Hasta el final de su vida cultivó el periodismo científico y según sus propias manifestaciones estuvo vinculado a 14 medios periodísticos en carácter de fundador, director, redactor o colaborador.
En 1884 conoció en París a la joven periodista francesa Gabriela Laperrière de Menjou (1866-1907). El 6 de febrero de 1886 tuvieron en Buenos Aires a su único hijo, Emilio Ángel Coni (que sería asesinado en Buenos Aires el 4 de mayo de 1943).
Las primeras experiencias recogidas en el medio hospitalario lo orientaron definitivamente hacia la práctica de la higiene pública y la medicina social, disciplinas en las que llevó a cabo una obra relevante que prestigió su nombre en el país y en el extranjero.
Varios autores se han ocupado detalladamente de su actuación como higienista, estadígrafo, demógrafo y publicista. En su libro autobiográfico “Memorias de un médico higienista”, cuya publicación realizó en 1918 la Asociación Médica Argentina se encuentran detalles de su vida. Algunas de las instituciones que contribuyó a poner en marcha o a encauzar fueron: el Patronato de la Infancia; la Liga Argentina contra la Tuberculosis; la Gota de Leche; la Oficina Estadística Municipal; la Maternidad del Hospital San Roque (hoy Ramos Mejía), la primera en el ámbito municipal; el primer Asilo Nocturno Municipal; también oficializó la Escuela de Enfermeras creada por Cecilia Grierson, etc.
A lo largo de 1892 y en los primeros meses de 1893, actuó simultáneamente como presidente de la Sociedad Médica Argentina y como director de la Asistencia Pública de la Ciudad de Buenos Aires. Desde este último cargo trató de llevar a la práctica muchos de sus proyectos precursores en materia de medicina preventiva, pero las trabas burocráticas, las desavenencias con sus superiores y finalmente la intromisión de la Intendencia en su área de acción sólo le permitieron concretar parcialmente sus propósitos.
En la Sociedad Médica Argentina fue presidente de su Primera Comisión Directiva (1891) y cumplió su mandato hasta el 14 de abril de 1893, fecha en que renunció. Durante su presidencia creó la Revista de la Sociedad Médica Argentina, que tuvo importantes directores como Bernardo Houssay.
Hombre de carácter independiente y altivo, se sintió tan desalentado que decidió radicarse definitivamente en Francia. Fue así que en abril de 1893 presentó su renuncia en ambas instituciones y se alejó del país, al que debió reintegrarse pocos años después porque el clima europeo afectaba la frágil salud de su esposa Gabriela Laperrière (1866-1907), conocida socióloga y periodista feminista francesa.
Coni, que puso los cimientos de la demografía en Argentina, y que en materia de higiene pública libró a menudo una lucha individual, no ejerció la docencia universitaria y pese a sus dotes de organizador, pocas veces fue convocado a desempeñar cargos públicos, hecho que sus biógrafos atribuyen a su particular manera de ser.
Refiriéndose a su trayectoria profesional él mismo ha dicho: “en vez de médico de enfermos, lo he sido de ciudades y pueblos”.
Emilio R. Coni, primer presidente efectivo de la hoy Asociación Médica Argentina, murió el 3 de julio de 1928.